# Islam en Afrique
Voir aussi
L'Afrique est le deuxième continent, après l'Asie, dans lequel l'islam s'est développé, et ce dès le VIIe siècle.
L'islam s'est d'abord propagé dans la  Corne de l'Afrique. Les musulmans ont traversé Djibouti et la Somalie actuels pour chercher refuge dans l'Érythrée et l'Éthiopie actuels, en Abyssinie les Sahaba ont trouvé refuge et quiétude auprès du Négus Ashama ibn Abjar pendant la Hijra (Arabe : هِـجْـرَة, 'Migration').
L'islam s'est ensuite propagé en Afrique du Nord dans le cadre des conquêtes arabes. Il s'est par la suite lentement diffusé vers le sud à partir du Xe siècle, à la fois grâce aux conquêtes militaires et aux échanges commerciaux. Ainsi, l'ensemble du Sahel et son arrière-pays.
Aujourd'hui, l'islam compte entre 400 et 500 millions de fidèles sur le continent africain, ce qui en fait la première religion d'Afrique à égalité avec le christianisme.

## Islamisation de l'Afrique

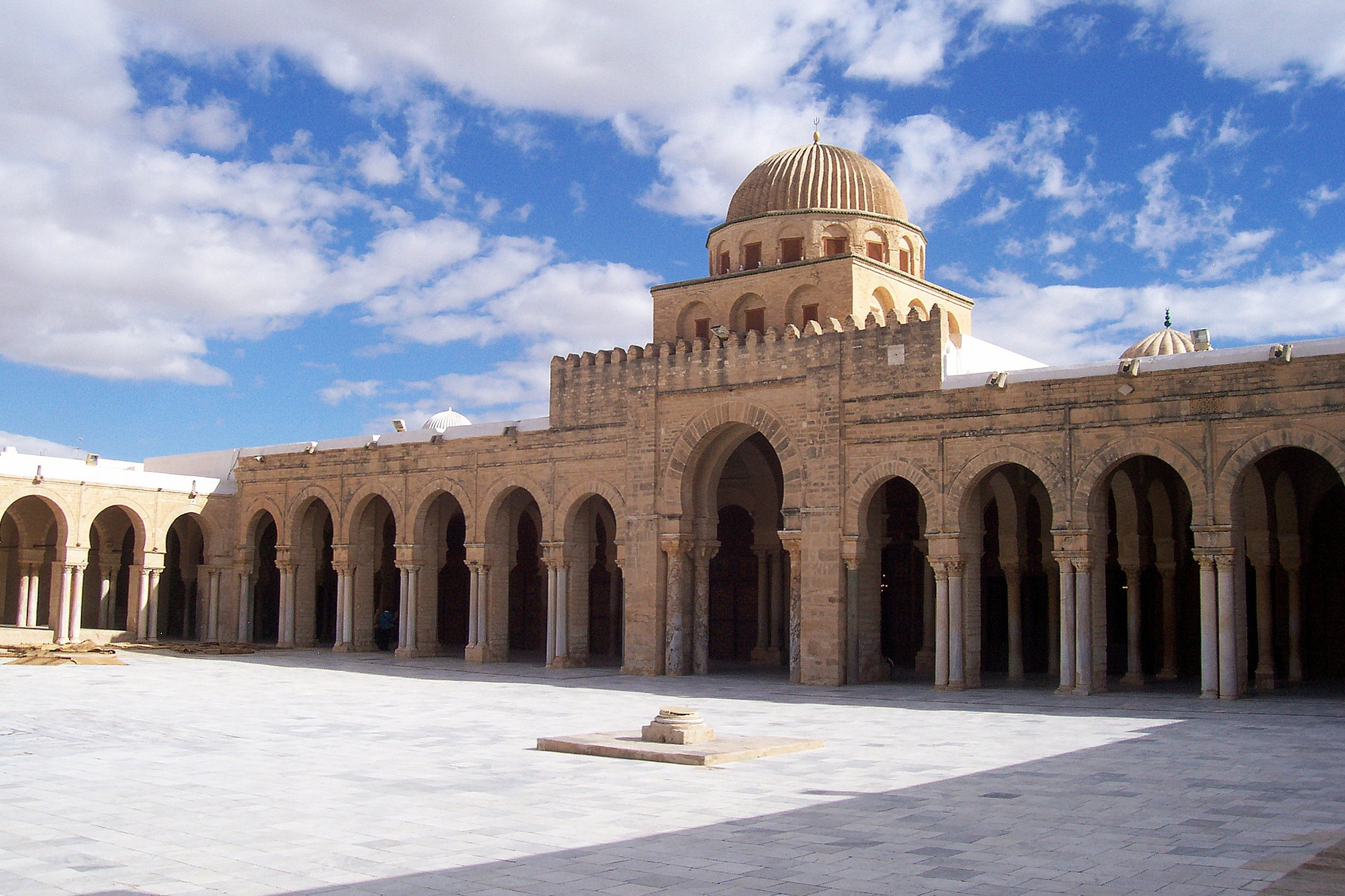
La grande mosquée de Kairouan, fondée en 670, est l'une des plus anciennes mosquées édifiées en Afrique du Nord, Kairouan, Tunisie.

L'Islam a été introduit très tôt, en 614 de notre ère, Mahomet a conseillé à un certain nombre de ses Sahaba qui faisaient face à la persécution des habitants Polythéistes de La Mecque, de chercher refuge de l'autre côté de la mer Rouge à Aksoum auprès du roi Négus[réf. à confirmer]. 
En arrivant sur le Continent africain par la côte nord de la Somalie actuelle à partir de la péninsule arabique, les Sahaba y ont construit la première du continent africain qui est la Mosquée des compagnions (Arabe: مَسْجِد ٱلصَّحَابَة, Masjid aṣ-Ṣaḥābah) en 610 dans la ville de Massawa. Par la suite a suivi la construction de la Mosquée Al-Qiblatayn (Arabe : مَـسْـجِـد الْـقِـبْـلَـتَـيْـن) qui est la deuxième plus ancienne mosquée du continent africain.
Puis en Afrique du Nord à partir du VIIe siècle. À cette époque, le christianisme - présent dans la région depuis le Ier siècle - était profondément divisé par des conflits théologiques, divergences exacerbées par les conflits guerriers entre l'empire perse et l'empire byzantin. En Égypte, la conquête arabe dans les années 640 survint peu de temps après les persécutions d'Héraclius, aussi cette nouvelle domination fut un soulagement par rapport à celle des byzantins. L'arabisation et l'islamisation du pays se firent en douceur et assez rapidement ; quant aux coptes qui restèrent attachés au christianisme, ils furent progressivement marginalisés et réduits au statut de dhimmis.
La conquête du reste de l'Afrique du Nord fut plus difficile, Carthage ne fut prise qu'en 698. Cette conquête ne se confond pas avec la disparition du christianisme; il n'est pas fait état de persécutions religieuses mais le christianisme y disparaît lentement et quasi totalement sans motif déterminant d'un point de vue historique. Sous les Omeyyades, les successeurs de Muʿāwiyah Ier étendirent les frontières du califat de l'Indus jusqu'à la péninsule Ibérique, en incluant l'actuel Maghreb.

### Début de la diffusion en Afrique subsaharienne
L'islamisation de l'Afrique subsaharienne,, fut, pour une part, superficielle.

### En Afrique de l'Ouest
La propagation de la religion fut relayée par les Africains subsahariens eux-mêmes (Haoussas,soninkés, Peuls, Dioulas) dans le cadre de leurs activités commerciales. Au moment où les Arabes conquièrent l'Afrique du Nord, la plus grande et la plus puissante entité politique au sud du Sahara était l'empire du Ghana, dont la richesse était fondée sur le commerce de l'or et du sel. L'influence de l'islam s'y fait rapidement sentir : les commerçants se convertissent et deviennent majoritairement musulmans. Ainsi émergea une élite politique islamisée autour d'un roi resté cependant, comme sa population, animiste,.

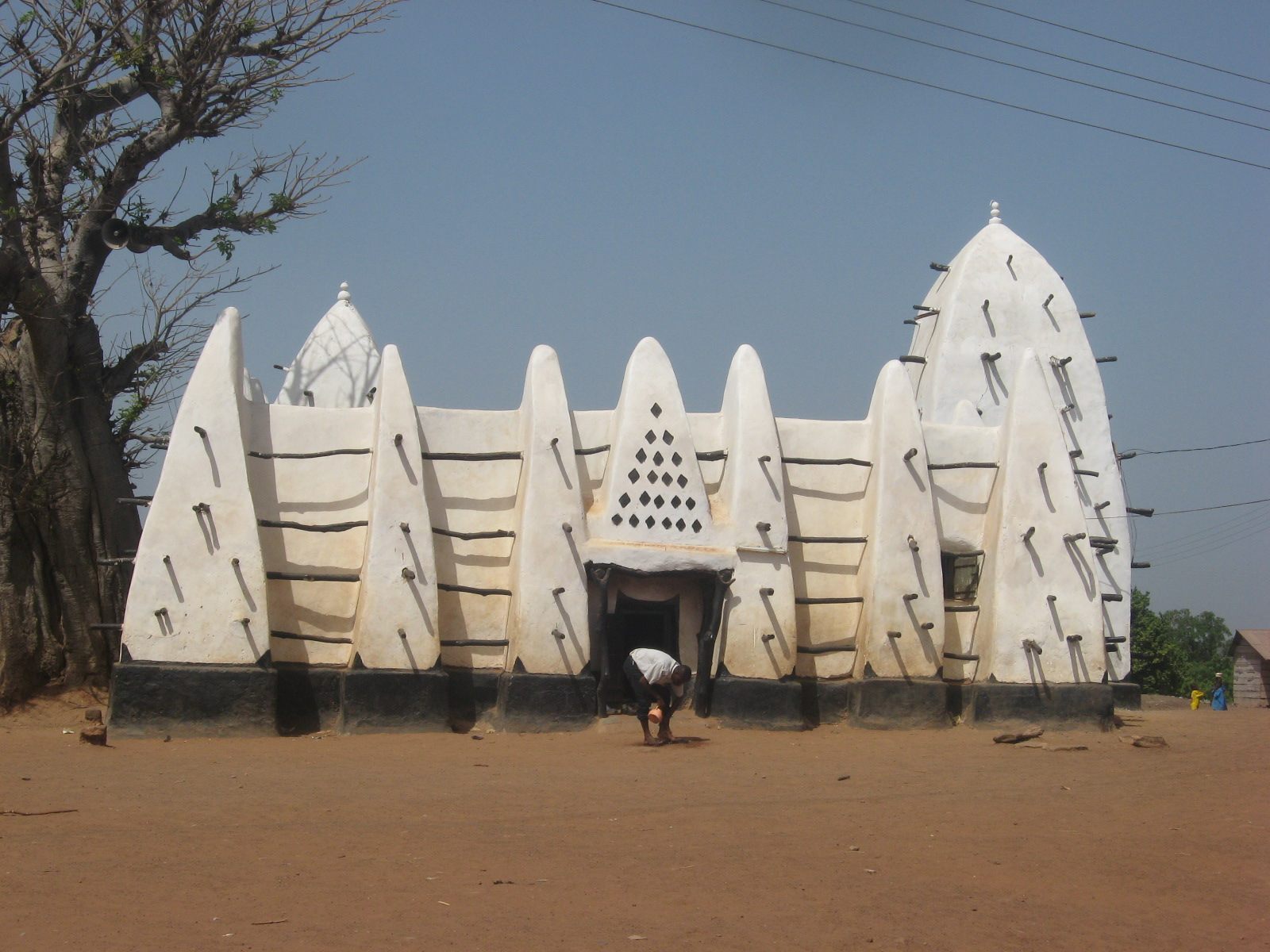
Mosquée de Larabanga, (Ghana), XIIIe siècle.

La zone du fleuve Sénégal, où domine le royaume de Tekrour, est en partie islamisée dès le VIIe siècle et le sera plus massivement au IXe siècle
Le royaume du Kanem, qui deviendra le royaume du Kanem-Bornou au XIIe siècle, établi depuis le VIIIe siècle au nord de l’actuel Tchad, est islamisé dès le IXe siècle. Ses dirigeants ont été parmi les premiers en Afrique sub-saharienne à embrasser l'islam.
Les Songhaï, métissés avec des Berbères qui fuyaient l'avancée arabe, s'installent au début du VIIe siècle le long des rives du Niger ; ils fondent un petit royaume, islamisé au IXe siècle, qui deviendra le puissant empire songhaï (dont l'apogée se situera aux XVe et XVIe siècles). Celui-ci jouera un rôle important au XVIe siècle dans la diffusion de l'islam.

### En Afrique orientale
La côte orientale du continent, baignée par l'océan Indien, est depuis longtemps tournée vers l'Arabie et, au-delà, l'Inde et la Chine ainsi que vers l'Europe. Au moment du développement de l'islam, la culture swahilie, métissage culturel entre l'Afrique et le monde arabo-musulman se déploie concomitamment ; l'islamisation de la zone est attestée dès le VIIIe siècle, des cités commerçantes musulmanes sont fondées ou développées. Mais « les marchands musulmans limitèrent leurs activités aux établissements côtiers, l’intérieur des terres échappant aux influences islamiques. »

### Djihads modernes en Afrique sahélienne (XVIIIe–XIXesiècles)
Le djihad a joué un rôle de premier plan dans la transformation de l'Afrique à partir du XVIIIe siècle, notamment de ses sociétés et de ses structures d'État. Ces changements furent particulièrement importants durant le premier tiers du XIXe, avec la mise en place de gouvernements musulmans à l'issue de luttes ouvertement prosélytes présentées comme des actions de djihad. Ils ont notamment entraîné la formation de nouveaux États et de nouveaux empires, d'abord en Afrique de l’Ouest, puis en Afrique de l’Est, jusqu’à la mer Rouge et l’Éthiopie à la fin du XIXe siècle.
L’idée de djihad et de changement révolutionnaire s’affirma d’abord à la fin du XVIIe siècle dans le djihad de Nasr El-Din des Maures, qui conquit avec succès les États de Waalo, du Fouta Toro, du Cayor et du Djolof, au nord du fleuve Sénégal.
Ainsi, des lettrés musulmans se sont posés en réformateurs-conquérants dans le Fouta Boundou (fin XVIIe siècle), premier l’État musulman déclaré comme tel, puis avec la création de l'imamat du Fouta-Djalon (1725). Ensuite, le djihad s’étendit jusqu’au Fouta Toro entre 1769 et 1776, ce qui aboutit à l’installation d’un autre imamat sur le fleuve Sénégal (1776).
Les djihads de Sénégambie s’étendirent ensuite vers le centre du Soudan, puis ailleurs dans l’ouest de la zone soudanaise après 1800.
Le djihad était associé aux Peuls, particulièrement à leurs élites intellectuelles et religieuses mais il n’était pas un phénomène ethnique.
Les premiers États du Fouta Bondou, du Fouta-Djalon et du Fouta-Toro étaient fortement sous l’influence de la confrérie soufiste Qadiriyya, qui renforça encore son poids  au début du XIXe siècle avec l’établissement du califat de Sokoto dans la région du Soudan central, entre le fleuve Niger et le lac Tchad. Ce dernier  lancé en 1804 occupa une place centrale dans ces mouvements de djihad.
Il lui succéda dans le djihad le mouvement lancé par El-Hadj Omar, originaire du Fouta Toro, et qui, déçu de ne pas pouvoir prendre la tête de l'empire de Sokoto, se lance dans la lutte mais cette fois sous la bannière de la Tijaniyya. Il conquit la plus grande partie des États djihadistes de Sénégambie dans la moyenne vallée du Niger et soumit même l’État de Hamdullahi dans le Massina.
Le dernier épisode djihadiste dans la région celui de Samory Touré, qui construisit son empire à partir de la Guinée. Samori s’est aussi allié à la Tijaniyya après 1879, sans être peul.
Le djihad a transformé tout particulièrement l'Afrique de l'Ouest durant le premier tiers du XIXe siècle avec la mise en place de gouvernements musulmans à l'issue de luttes ouvertement prosélytes présentées comme des djihads. Finalement, en 1835, presque toute l’Afrique de l’Ouest se trouvait sous la domination de régimes djihadistes ou a contrario organisée dans la résistance au djihad. Ce phénomène a modelé la région en posant les bases de la conversion de la majorité de la population à l’islam.
L’occupation coloniale européenne a interrompu ce mouvement.

## Répartition démographique

Carte de la distribution mondiale des musulmans, exprimée en pourcentage dans chaque pays, d'après les données du Pew Research.

L'Afrique compte 45 % d'habitants de confession musulmane ; ils représentent un tiers des musulmans dans le monde.
Leur répartition sur le continent est disparate : la proportion de population musulmane avoisine les 98 % en Afrique du Nord, mais est d'environ 30 % en Afrique sub-saharienne.
Une très grande majorité est sunnite ; une minorité chiite est cependant présente en Tanzanie et au Nigeria,.
Dans les pays du Maghreb, l'islam est religion officielle. La plupart des pays d'Afrique de l'Ouest ont une constitution laïque qui garantit la liberté de religion. La ligne traditionnelle de l'islam modéré et tolérant semble préféré du plus grand nombre, mais au XXIe siècle des groupes militants tentent d'établir une forme stricte et oppressive de la religion, un islam radical qui régit et contrôle tous les aspects de la société.

#### Individus
- Ubayd Allah al-Mahdi (873-934)
- Ibn Toumert (1080-1130)
- Yaqout al-Rumi (1178-1229), compilateur
- Ahmed Ibn Ibrahim Al-Ghazi (1506-1543) (Gran)
- Ousman dan Fodio (1754-1817)
- Muhammad Ahmad ibn Abd Allah Al-Mahdi (1844-1885), Mahdi, guerre des mahdistes (1881-1899, Soudan)
- Muhammad al-Mahdī as-Sanūsī (de) (1844-1902), Sanousiyya
- Mohammed Abdullah Hassan (1856-1920), campagne du Somaliland, Derviches (Dhulbahante)